# セレウコス (ボスポロス王)
セレウコス（希：Σέλευκος、ラテン文字転記：Seleukos、在位：紀元前433年-紀元前393年）はスパルトコス朝のボスポロス王である。
セレウコスは紀元前433年に先代の王スパルタコス1世の後を継ぎ、王になった。セレウコスの治世の詳細については不明であるが、紀元前393年にセレウコスは死に、レウコン1世が後を次いで王になった。ディオドロスは「同じ年〔紀元前393年〕にスパルタコスの子でボスポロスの王サテュロスが40年君臨した後に死に、彼の息子のレウコンが40年間支配権を継承した」と述べていることからセレウコスはサテュロス1世と共同統治をしていた可能性がある。

## 註
1. ↑  ディオドロス, XII. 36
2. ↑  ディオドロス, XIV. 93

## 参考URL
- ディオドロスの『歴史叢書』の英訳